# Camorim

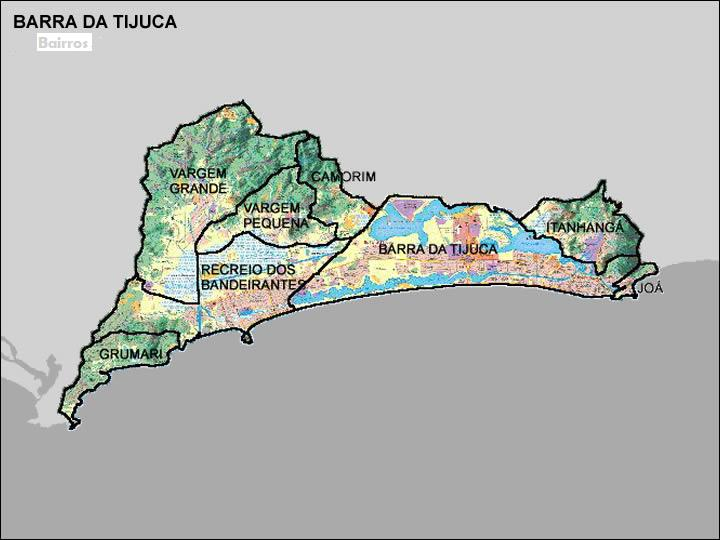
Mapa da região administrativa da Barra da Tijuca, incluindo Camorim

Camorim é um bairro pertencente à região administrativa da Barra da Tijuca, na Zona Oeste do município do Rio de Janeiro, no Brasil.
Seu índice de desenvolvimento humano, no ano 2000, era de 0,746, o 116º colocado entre 126 regiões analisadas na cidade do Rio de Janeiro.

## Etimologia
"Camorim" é um termo de origem tupi que significa "robalozinho", através da junção de kamuri (robalo) com im (diminutivo).

## Descrição
Faz divisa com Jacarepaguá, Recreio dos Bandeirantes, Vargem Pequena, Vargem Grande e Barra da Tijuca.. Nele, se localiza o maior centro de convenções da América Latina, o Riocentro. Além disso, a região será de grande importância para realização dos Jogos Olímpicos de 2016 no Rio de Janeiro, uma vez que, nela, serão construídos o Parque Olímpico Cidade do Rock (palco também do Rock in Rio).
O bairro possui residências de classe média alta, classe média e classe média baixa, além de possuir alguns sítios e chácaras. O bairro também apresenta um dos mais baixos índices de violência do município, apesar do recente crescimento no número de novos condomínios e residências.
No bairro, se encontra um dos acessos ao Parque Estadual da Pedra Branca, onde é possível se encontrar cachoeiras, dentre elas a famosa Véu da Noiva, trilhas pela floresta, além de animais típicos da fauna atlântica.
Outro ponto muito procurado do bairro é o Açude do Camorim, uma represa construída em 1908 e localizada a 436 m de altitude dentro do parque, fazendo parte da chamada Trilha Transcarioca.

## Dados
O bairro de Camorim faz parte da região administrativa de Barra da Tijuca. Os demais bairros integrantes da região administrativa são: Barra da Tijuca, Grumari, Itanhangá, Joá, Recreio dos Bandeirantes, Vargem Grande e Vargem Pequena.